# Egipskie Siły Powietrzne
Egipskie Siły Powietrzne (arab. ‏القوات الجوية المصرية‎; trb. Al-Qūwāt al-Gawwīyä al-Miṣrīyä) – wojska lotnicze Egiptu. Istniały od 1930 roku w ramach sił lądowych, a od 1937 jako jeden z rodzajów sił zbrojnych. Dzięki wsparciu, najpierw ZSRR, a od lat 80. USA są najliczniejszym lotnictwem na kontynencie afrykańskim, z około 1000 statków powietrznych.

## Historia

Znak rozpoznawczy z lat 1939–1945 (Royal Egyptian Air Force)
Symbol z lat 1945-1958 (Egyptian Air Force)
1958-1972 (Zjednoczona Republika Arabska)

W 1928 roku egipskie ministerstwo wojny, na wniosek egipskiego parlamentu wybrało trzech ochotników, którzy zostali wyszkoleni na pilotów w bazie Royal Air Force nad Kanałem Sueskim. 2 listopada 1930 król Egiptu, Fuad I utworzył lotnictwo armii - Egyptian Army Air Force (EAAF), a pierwszym dowódcą został Kanadyjczyk. Rok później dostarczono 10 pierwszych De Havilland Gipsy Moth, od 1934 dołączyło do nich 27 treningowych Avro 626 i Avro Anson w wersji dla VIP. W 1937 lotnictwa oddzielono od dowództwa armii tworząc Royal Egyptian Air Force (REAF). W 1938 otrzymano dwie eskadry myśliwców Gloster Gladiator oraz samoloty towarzyszące Westland Lysander.
W obawie przed włoską lub niemiecką inwazją Wielka Brytania otworzyła dodatkowe bazy na terenie Egiptu, a lotnictwo doposażono w nowoczesne myśliwce, kolejno Hawker Hurricane, niewielką liczbę Curtiss P-40 Warhawk oraz Supermarine Spitfire Mk.IX, który stał się podstawowym myśliwcem.

### I wojna izraelsko-arabska

Rozbity egipski Spitfire w 1948

Po wycofaniu Brytyjczyków 14 maja 1948, na terenie Palestyny utworzono państwo Izrael. Egipt wraz z innymi państwami przystąpił do koalicji Ligi Arabskiej, która prowadziła z Izraelem wojnę w latach 1948-1949. Egipskie Siły Powietrzne stacjonowały na lotnisku Arisz i Almaza, składały się z dywizjonu myśliwskiego (30 myśliwców Supermarine Spitfire, 4 myśliwce Hawker Hurricane), dywizjonu samolotów rozpoznawczych i eskadry transportowej (20 samolotów transportowych Douglas C-47 Skytrain przebudowanymi na lekkie bombowce). W czasie konfliktu wzbogacono się także o myśliwce Fiat G.55A i Macchi MC.205V oraz bombowce Short Stirling, ale lotnictwo nie odniosło znaczących sukcesów, zdołając zestrzelić zaledwie dwa wrogie samoloty. 22 maja egipskie Spitfire'y omyłkowo zaatakowały bazę RAF, spodziewając się, że została już opuszczona przez Brytyjczyków i zajęta przez wroga. Incydent nie miał wpływu na relacje między krajami a Wielka Brytania dostarczyła po wojnie samoloty Spitfire Mk.22 oraz pierwsze odrzutowce - Gloster Meteor F.4 i De Havilland Vampire FB.5.
Po rewolucji i obaleniu króla w 1952 roku władzę w Egipcie na lata przejmie prezydent Gamal Abdel Naser, a kraj zwiąże się sojuszem z ZSRR. Od 1955 w Egipcie pojawiły się myśliwce MiG-15, bombowce Ił-28 oraz transportowe Ił-14 i treningowe Jak-11.

### Kryzys sueski

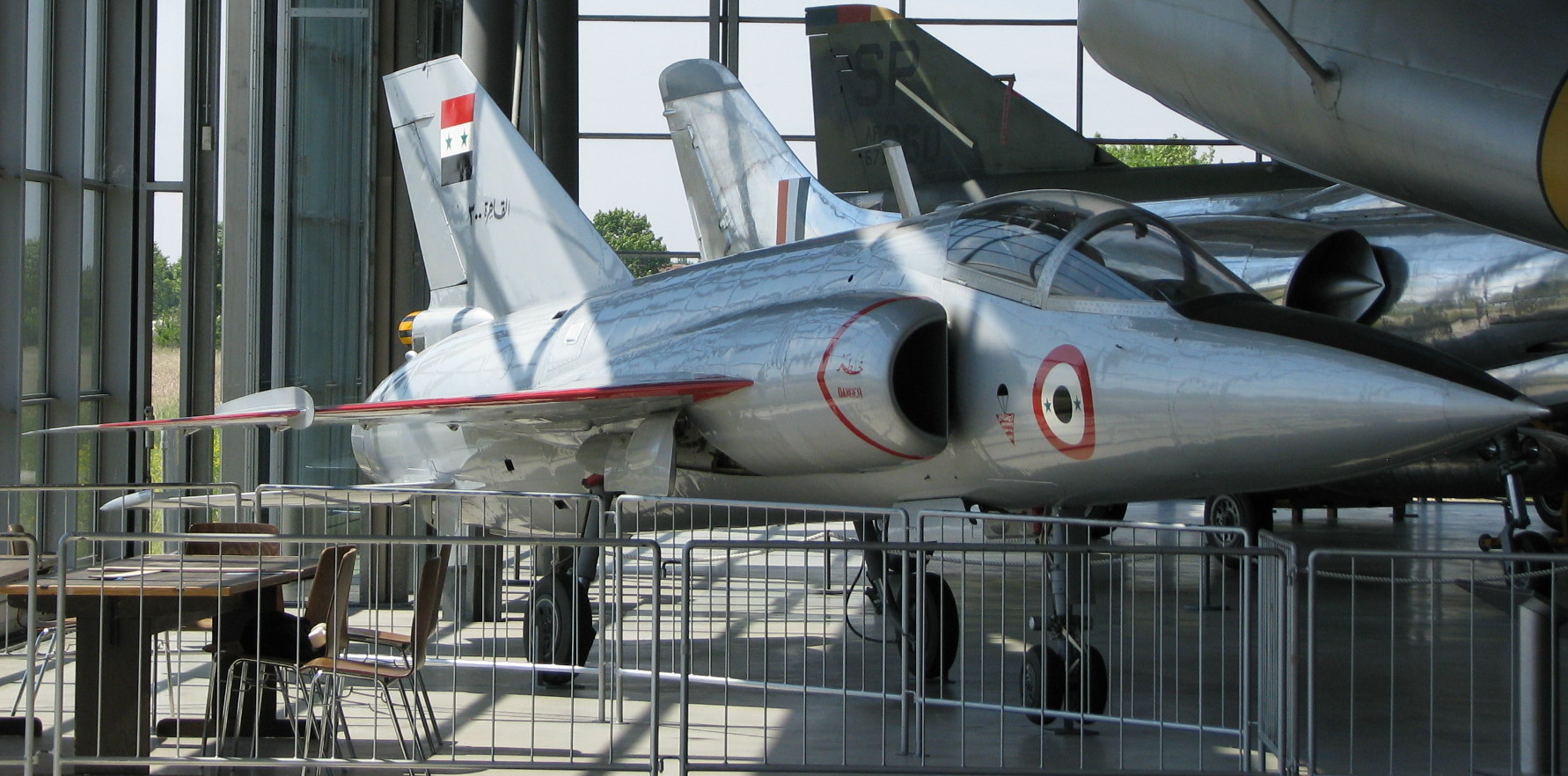
Helwan HA-300

26 lipca 1956 Naser doprowadził do nacjonalizacji Kanału Sueskiego, symbolu brytyjskiego imperium, które w opinii brytyjskiego premiera Anthony’ego Edena, stało się ekonomiczną pułapką w rękach Egiptu. Tajna koalicja Wielkiej Brytanii, Francji i Izraela zaplanowała interwencję w celu odzyskania kontroli nad kanałem oraz obalenia Nasera. 5 listopada Siły Obronne Izraela przystąpił do realizacji planu ataku z zaskoczenia na Egipt, w ramach operacji „Kadesz”, która miał w założeniu uzyskać dla Izraela dostęp do Cieśniny Tirańskiej. Egipt dysponował około 150 sprawnymi samolotami bojowymi, w tym ich trzon stanowiło 69 MiG-15bis (produkcji Czechosłowackiej) oraz świeżo dostarczone z Polski 12 MiG-17F (1 eskadra koło Kairu była przezbrajana na ten typ i nie osiągnęła gotowości), starsze typy mogły być użyte do celów wsparcia, w tym 18 Vampire FB.5 (większość sprowadzona za pośrednictwem Syrii), eskadra Meteor F.8. oraz 24 bombowe Ił-28 (czechosłowackie B-228), w walce użyto też wycofanych z linii tłokowych Sea Fury FB.11 i Spitfire IXc. Przeciwko nim Izrael wystawił około 150 samolotów bojowych, w tym głównie francuskie Dassault Mystère IVA, Dassault MD 450 Ouragan i eskadrę brytyjskich Meteor F.8/NF.13 oraz nadal używane tłokowe P-51D Mustang i w rezerwie Mosquito FB.VI, dodatkowo obronę przed egipskimi bombowcami miała zapewnić eskadra F-84F Thunderstreak Armée de l’air rozmieszczona w Izraelu. Dobrze zorganizowana izraelska ofensywa szybko rozbiła egipską armię i dotarła w pobliże kanału. Brytyjczycy i Francuzi działając zgodnie z planem jako rozjemcy (po tym jak Izrael oficjalnie nie zgodził się na zawieszenie broni) dokonali desantu na Synaju, aby powstrzymać izraelskie natarcie, a faktycznie aby zabezpieczyć kanał. Niespotykana połączona lotniskowa grupa uderzeniowa Royal Navy i Marine nationale (operacja „Muszkieter”) wysłana z Malty i Cypru składała się z pięciu lotniskowców z ponad 200 samolotami tj. Sea Venom, Sea Hawk, Wyvern, Skyraider, Corsair oraz dwóch śmigłowcowców wspierających lądowanie desantu i spadochroniarzy, dodatkowo z Cypru startowały De Havilland Venom, English Electric Canberra i F-84F, zmasowane lotnicze uderzenie w dwa dni zniszczyło większość egipskiego lotnictwa. W całym konflikcie na 255 utraconych egipskich samolotów Izrael stracił tylko 15 maszyn, Brytyjczycy osiem, a Francja jednego Corsaira. Egipskie lotnictwo pomimo zbliżonej do IAF liczebności i poziomu technicznego nie było w stanie nawiązać walki z lepiej przygotowanymi lotnikami z Izraela. Chociaż kampania osiągnęła militarny sukces to dla koalicji skończyła się politycznym upokorzeniem i odwrotem w 1957 roku, gdyż zarówno USA jak i ZSRR potępiły zbrojne rozwiązanie spornych kwestii wokół kanału i żeglugi zmuszając strony zaprzestanie działań.
W konflikcie utracono znaczną część brytyjskiego i radzieckiego uzbrojenia, jednak najnowocześniejsze MiGi-17 zdołały nie ponieść strat, stały się one pierwszymi maszynami noszącymi czerwono-biało-czarne symbole rozpoznawcze UARAF (nowe oznaczenie dla Zjednoczonej Republiki Arabskiej, faktycznie siły powietrzne oddzielne od Syrii). Z radziecką pomocą Egipt w ciągu dekady odbudował swój potencjał, stając się największym na bliskim wschodzie użytkownikiem ponaddźwiękowych myśliwców MiG-21 oraz bombowców Tu-16.

### Wojna sześciodniowa

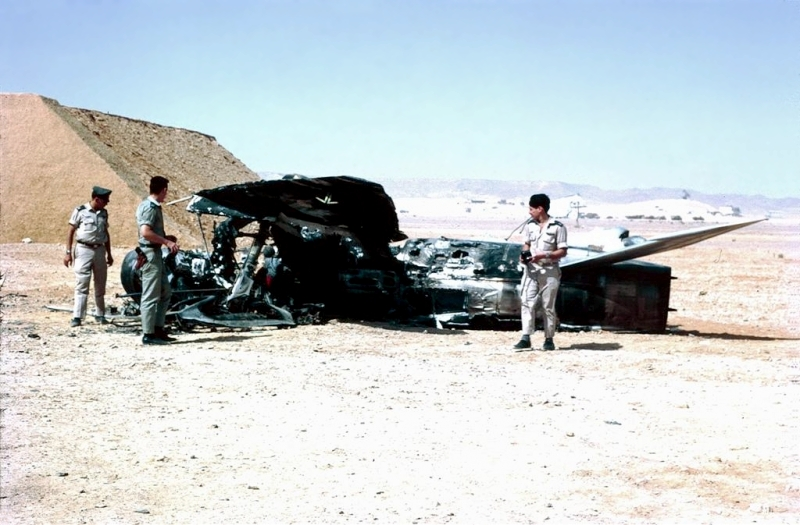
Wrak egipskiego samolotu w 1967

5 czerwca 1967 roku egipskie lotnictwo dysponowało 560 samolotami i śmigłowcami, w tym aż 431 stanowiły samoloty bojowe, czyniąc z nich najliczniejsze arabskie siły powietrzne z prawie dwukrotną przewagą liczebną w powietrzu nad Izraelem. Wykorzystywały one 11 dużych baz lotniczych z 21 operacyjnymi eskadrami samolotów bojowych oraz 7 eskadr śmigłowcowych lub samolotów transportowych, wyposażonych w 124 MiG-15bis/MiG-17F (5 eskadr), 80 MiG-19S (4 eskadry, faktycznie dwie, bo większość maszyn była niesprawna), 108 MiG-21F-13/PF/PFM (6 eskadr), 60 Su-7BMK (1 eskadra operacyjne z 20 samolotami, dwie następne nie sformowane), 29 Ił-28 (3 eskadry) i 30 Tu-16 (2 eskadry). W momencie rozpoczęcia „uprzedzającego uderzenia” 5 czerwca rano Siły Powietrzne Izraela wysłały, w większości nad Egipt, łącznie ok. 197 samolotów bojowych, w tym samoloty myśliwsko-bombowe: 72 Mirage IIICJ (3 eskadry), 18 Super Mystère B2 (1 eskadra), 41 Mystère IVA (2 eskadry) i 41 Dassault MD 450 Ouragan (2 eskadry) oraz 25 lekkich bombowców Sud-Ouest Vautour II (1 eskadra). Dodatkowo do walki skierowano też lekko uzbrojonych 76 szkolno-bojowych Fouga CM.170 Magister, które mogły skutecznie eliminować zaparkowane samoloty. Głównym celem operacji Focus było uziemienie lotnictwa Egiptu poprzez zniszczenie pasów startowych i dróg kołowania oraz większości zaparkowanych maszyn. Dzięki dobrej koordynacji działań na trzech frontach (mniejsze naloty wysłano też na Syrię i Jordanię) oraz zdolności szybkiemu przygotowaniu maszyn do lotu przez obsługę naziemną IAF był w stanie jednego dnia wysłać cztery główne fale, chociaż nawet to nie wystarczyło do osiągnięcia całkowitej dominacji w powietrzu, ponieważ Egipt stracił tylko 50% potencjału i mógł nadal bronić się około 100 myśliwcami. Całkowita zagłada EAF dopełniła się w walce powietrznej, w większości przeciwko myśliwcom Mirage III, których piloci byli perfekcyjnie wyszkoleni do walki z wykorzystaniem działek na krótkim dystansie, znali także parametry lotne MiGów-21, ponieważ egzemplarz MiG-21F uprowadzono wcześniej z Iraku, co pozwoliło lepiej przygotować ich do walki z tym typem. Egipscy piloci oprócz ograniczonego wyszkolenia do prowadzenia walki, mieli polegać na zawodnych pociskach Wympieł R-3S. W rezultacie pierwszego dnia zestrzelono w walce aż 7 MiG-21, dla porównania przez cały konflikt MiG-21PF zestrzeliły dwa Super Mystère i jednego Mirage III, dwa kolejne Mirage rozbiły się w walce z MiGami z braku paliwa. Izraelskie naloty z wykorzystaniem napalmu szybko zmusiły do odwrotu wojska lądowe z półwyspie Synaj, gdzie egipskie czołgi także nie były w stanie powstrzymać izraelskiego natarcia. Łączne straty Egipcjan wyniosły łącznie: 89 MiG-15/17 zniszczonych na ziemi lub powietrzu (w tym 9 zestrzelonych przez myśliwce IAF), 29 MiG-19 (16 zestrzelonych), 98 MiG-21 (29 w walce powietrznej), 27 Su-7 (4), 29 Ił-28 (2), 29 Tu-16, 24 Ił-14 (1), 8 An-12 (1), 1 Mi-4, 10 Mi-6, 4 egzemplarze innych typów.
W latach 60. w Egipcie trwały pracę nad ponaddźwiękowym samolotem myśliwski Helwan HA-300, straty wojenne przesądziły o zlikwidowaniu programu w 1969 roku po zbudowaniu trzech prototypów, samolot prawdopodobnie nie zagwarantowałby lepszych osiągów od dostępnych od ręki MiG-21, które dawały szanse na szybką odbudowę.

### Wojna na wyczerpanie

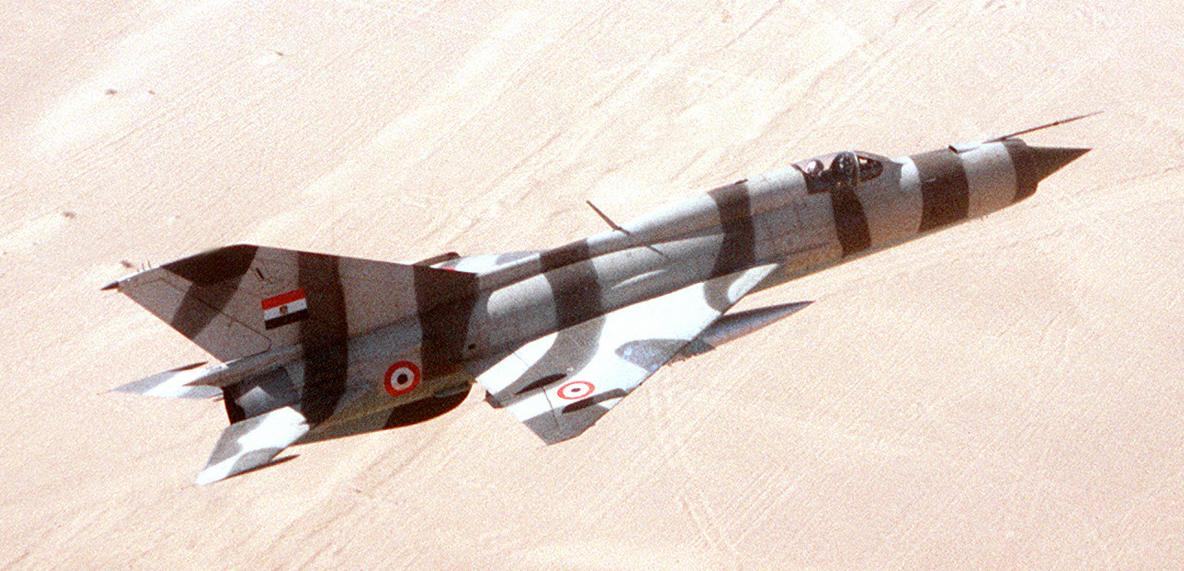
MiG-21PFM

Stracone maszyny szybko zastąpiono dostawami samolotów używanych z Układu Warszawskiego tj. już w 1967 Czechosłowacja rozpoczęła dostawy 30 MiG-21F-13, a ZSRR przekazało 75 MiG-21PFM (także Polska przekazała swoje MiG-21F-13 Syrii). Większym problemem był brak kadry, w wojnie Egipt utracił 100 pilotów, aby usprawnić szkolenie nowego personelu odebrano 24 dwumiejscowe MiG-21US i 122 szkolne Aero L-29 Delfín, a do Egiptu sprowadzono instruktorów z ZSRR, Czechosłowacji i Polski. Ograniczone potyczki graniczne z Izraelem trwała do sierpnia 1970 roku, w tym czasie do wali z myśliwcami IAF wysyłano pilotów radzieckich, pomimo tego Izrael podwoił swój arsenał dzięki dostawom z USA, a Egipt stracił kolejne 50-100 samolotów, w stosunku do około 20 izraelskich. We wrześniu 1970 zmarł Gamal Abdel Naser, nowy prezydent Anwar as-Sadat podjął działania w celu wyciągnięcia wniosków z porażki w 1967 i wprowadzenia zmian, które pozwoliłyby zaplanować zbrojne odbicie Synaju, gdyby Synaj nie wrócił do Egiptu na drodze negocjacji politycznych. Od wczesnych lat 70. podstawowym myśliwcem EAF stał się MiG-21MF, który pozostawał na uzbrojeniu do drugiej dekady XXI wieku.
Od lat 70 XX wieku używano maszyn Mirage 5, wypożyczonych z lotnictwa libijskiego. Po wojnie Jom Kippur otrzymano 52 sztuk Mirage 5 zakupionych przez Arabię Saudyjską, a po roku 1980 dostarczono 8 sztuk Mirage 5E i 6 sztuk Mirage 5R. W 1983 Egipt z własnych środków dokupił 16 sztuk Mirage 5E2. Samoloty Mirage 2000 zostały zamówione w 1981 i przyleciały w 1986 roku. 16 maszyn jednomiejscowych i 4 dwumiejscowych. W 1979 roku zakupiono 35 sztuk egzemplarzy F-4E Phantom II, a w kolejnych latach następne 10. W czerwcu 1980 roku zakupiono pierwsze 42 samoloty F-16 Block 15. Uwzględniono 32 sztuki w wersji A jednomiejscowej i 8 w wersji B dwumiejscowej. Zostały one włączone do służby w 1982 roku, a w 1997 roku przeszły modernizację do wersji Block 42. W 1981 roku zakupiono 40 samolotów F-16 Block 32. Uwzględniono 34 sztuki w wersji C jednomiejscowej i 6 w wersji D dwumiejscowej. Również i one w 1997 roku przeszły modernizację do wersji Block 42. W czerwcu 1990 roku zamówiono 42 samoloty F-16 Block 40. (25 w wersji C i 12 w wersji D), a w 1992 roku domówiono 46 samolotów Block 40. W maju 1996 roku zakupiono 21 sztuk jednomiejscowych F-16C Block 40, i dokupiono w 1999 roku 12 F-16C i tyle samo F-16D Block 40, które zostały dostarczone do 2002 roku.

### Czasy obecne
W październiku 2010 roku zamówiono trzy samoloty C295M i kolejne trzy w 2012 roku, a już 2 lata później o koleje 8. W lipcu 2015 roku złożono zamówienie o dodatkowe 4 samoloty w celu posiadania 24 samolotów C295M. Flotę średnich transportowców oparto na Herculesach.
4 listopada 2015 EAF odebrały 4 ostatnie F-16D Block 52 pochodzące z rezerw USAF. Tym samym zakończyła się realizacja kontraktu z 2009 roku na dostawę 20 samolotów wielozadaniowych (14 szt. F-16C i 4 szt. F-16D w wariancie Block 52). W lipcu 2013 roku po przekazaniu 8 samolotów dalsze dostawy były czasowo wstrzymane po tym, jak w Kairze doszło do wojskowego zamachu stanu. Po demokratycznie przeprowadzonych wyborach, które wyniosły do władzy prezydenta Abdela Fatah el-Sisiego, począwszy od lipca 2015 roku dostawy zostały wznowione.
Łącznie Egipskie Siły Powietrzne zakupiły 240 samolotów F-16, z czego utracono 24 przez wypadki i zły stan techniczny. Obecnie dysponują oni 196 nowoczesnymi maszynami F-16C/D (większość w wariancie Block 40/42) oraz około 20 starszymi F-16A/B, co plasuje je na 4. miejscu pod względem ilości używanych F-16 na świecie.
Pod koniec 2015 roku podpisano umowę handlową, zamawiając 46 sztuk śmigłowców uderzeniowych Kamow Ka-52K. Mają służyć na okrętach desantowych Mistral zakupionych w październiku 2015 roku od Francji.

## Wyposażenie

### Obecnie
| General Dynamics F-16 Fighting Falcon | Stany Zjednoczone          | myśliwiec wielozadaniowy                        | F-16A-15 F-16B-15 F-16C-32 F-16D-32 F-16C-40 F-16D-40 F-16C-52 F-16D-52 | 26 7 31 6 98 34 16 4 | ~222 w służbie. Od 1982 dostarczono 34 F-16A, 8 F-16B Block 15; 34 F-16C, 6 F-16D Block 32; 102 F-16C, 36 F-16D Block 40; 16 F-16C, 4 F-16D Block 52. Opłacone przez USA w ramach Foreign Military Financing. |
| Dassault Mirage 2000                  | Francja                    | myśliwiec wielozadaniowy                        | 2000EM 2000BM                                                           | 15 3                 | Od 1986 dostarczono 16 EM i 4 BM |
| Dassault Rafale                       | Francja                    | myśliwiec wielozadaniowy                        | EMDM                                                                    | 86/16                | Kontrakt na 24 egzemplarze podpisano w styczniu 2015 roku, pierwsze trzy egzemplarze dwumiejscowe dostarczono w sierpniu 2015 roku. Rafale mają zastąpić Mirage 5. W listopadzie 2021 potwierdzono kontrakt na zakup kolejnych 30 maszyn. |
| MiG-29                                | Rosja                      | myśliwiec wielozadaniowy                        | MM2                                                                     | 0/460/8              | Zamówione w 2015 roku. Dostawy od 2018 roku. Jeden utracono 3 listopada 2018. |
| McDonnell Douglas F-4 Phantom II      | Stany Zjednoczone          | samolot myśliwsko-bombowy                       | F-4E                                                                    | 25                   | Od 1979 dostarczono 46 używanych. |
| MiG-21                                | ZSRR                       | myśliwiec przechwytującyrozpoznawczy treningowy | MFRF UM                                                                 | 234                  | Od 1962 do 1967 kupiono 235 F-13/PF/PFM i 40 MiG-21U (95% zniszczono). Od 1970 ZSRR darowało 75 MiG-21PFS, 12 MiG-21M, 110 MiG-21MF, 24 MiG-21US i MiG-21UM, wycofywane. |
| Chengdu F-7 Airguard                  | Chiny · Egipt              | myśliwiec przechwytujący                        | F-7M F-7B                                                               | 27 26                | Od 1980 dostarczono 110 F-7B i 40 F-7M, część zmontowano w Egipcie, mogą przenosić R550 Magic, wycofywane. |
| Samoloty wczesnego ostrzegania        |                            |                                                 |                                                                         |                      | |
| Grumman E-2 Hawkeye                   | Stany Zjednoczone          | AWACS                                           | E-2C 2000                                                               | 8                    | Od 1986, w tym 2 ex-USA, wszystkie zmodernizowano do Hawkeye 2000. |
| Lockheed C-130 Hercules               | Stany Zjednoczone          | walka elektroniczna                             | EC-130H                                                                 | 2                    | Od 1976. |
| Beechcraft 1900                       | Stany Zjednoczone          | patrolowy ELINT                                 | 1900C                                                                   | 6 2                  | |
| Samoloty transportowe                 |                            |                                                 |                                                                         |                      | |
| Lockheed C-130 Hercules               | Stany Zjednoczone          | taktyczny transportowiec                        | C-130H C-130H-30                                                        | 22 2                 | Od 1976 dostarczono 26 C-130H, 3 C-130H-30, 4 utracono. |
| An-74                                 | Ukraina                    | średni transportowiec                           | An-74T-200A                                                             | 3                    | Egipt kupił 3 samoloty An-74T-200A w 2003. Maszyny zostały dostarczone w latach 2005-2010. Kontrakt obejmuje opcję na dostawę jeszcze 6 samolotów. W listopadzie 2015 roku Egipski Adcom Military Industries i ukraiński 410. Zawod zawarły kontrakt dotyczący modernizacji 3 samolotów transportowych An-74T. Prace mają zostać zrealizowane w zakładach w Kijowie. |
| CASA C-295                            | Hiszpania                  | średni transportowiec                           | C-295M                                                                  | 16/24                | Egipt systematycznie zamawia kolejne C-295 od 2011 roku. Najnowszy kontrakt na 4 kolejne maszyny podpisano w lipcu 2015 roku. |
| De Havilland Canada DHC-5 Buffalo     | Kanada                     | transportowy treningowy                         | DHC-5D                                                                  | 5 4                  | Od 1982 dostarczono 10. |
| Samoloty szkolno-treningowe           |                            |                                                 |                                                                         |                      | |
| Dassault/Dornier Alpha Jet            | Francja · Egipt            | szkolenie zaawansowanebliskie wsparcie          | MS1MS2                                                                  | 3014                 | Od 1982 dostarczano 30 MS1 i 15 MS2, 37 zmontowano w Egipcie. |
| K-8 Karakorum                         | Chiny · Egipt              | szkolenie zaawansowane                          | K-8E                                                                    | 118                  | Od 2001, 120 zmontowano w Egipcie, 2 utracono. |
| Aero L-39 Albatros                    | Czechosłowacja             | szkolno-bojowe                                  | L-39ZO                                                                  | 10                   | Ex-libijskie |
| Aero L-59 Super Albatros              | Czechy                     | szkolno-bojowe                                  | L-59E                                                                   | 47                   | Od 1993 dostarczono 49 sztuk. |
| Embraer EMB 312 Tucano                | Brazylia · Egipt           | szkolenie podstawowe                            | 312A                                                                    | 54                   | Od 1984, zmontowane w Egipcie. |
| Grob G-115 Tutor                      | Niemcy                     | szkolenie wstępne                               | G-115EG                                                                 | 68                   | Od 2000 dostarczono 74. |
| Zlín Z-43                             | Czechy                     | szkolenie wstępne                               | Z-143L                                                                  | 10                   | Od 1996. |
| Śmigłowce                             |                            |                                                 |                                                                         |                      | |
| Boeing AH-64 Apache                   | Stany Zjednoczone          | śmigłowiec szturmowy                            | AH-64D                                                                  | 35                   | Od 1994 dostarczono 36 AH-64A, 35 zmodernizowano do AH-64D. |
| Boeing CH-47 Chinook                  | Włochy · Stany Zjednoczone | ciężki śmigłowiec transportowy                  | CH-47C CH-47D                                                           | 3 16                 | Od 1982, za pośrednictwem USA. |
| Mi-8                                  | ZSRR                       | śmigłowiec wielozadaniowy                       | Mi-8T/TVK                                                               | 42                   | Od 1970 dostarczono 80, do różnych zadań. |
| Mi-17                                 | Rosja                      | śmigłowiec transportowy                         | Mi-17H                                                                  | 27                   | Od 1997. |
| Sikorsky UH-60 Black Hawk             | Stany Zjednoczone          | śmigłowiec VIP                                  | S-70A-21 (UH-60L)                                                       | 6                    | |
| Aérospatiale Gazelle                  | Francja · Egipt            | śmigłowiec użytkowy/szturmowy                   | SA-342K/L                                                               | 80                   | Od 1974 dostarczono 90 sztuk, 36 zmontowano w Egipcie, część uzbrojona w 20 mm działka i kpr HOT |
| Kaman SH-2G Super Seasprite           | Stany Zjednoczone          | śmigłowiec pokładowy/ZOP                        | SH-2G(E)                                                                | 9                    | Zmodernizowane ex-USA SH-2F, dostarczono 10 od 1997, jeden utracono w 2006. |
| Westland Sea King                     | Wielka Brytania            | transportowywalka elektronicznaZOP              | Mk.1/2Mk2EMk.47                                                         | 2221                 | Od 1973 dostarczono 5 Commando Mk.1, Sea King Mk.47 (HAS.2), 23 Commando Mk.2/2A/2B/2E, opłacone przez Arabię Saudyjską. |
| Hiller OH-23 Raven                    | Stany Zjednoczone          | śmigłowiec szkolny                              | UH-12E                                                                  | 12                   | Dostarczono 18. |

Poza EAF do transportu rządu i prezydenta wykorzystywana jest flota: 1 Airbus A340, 4 Boeing 737, 2 Gulfstream III, 4 Gulfstream IV, 2 Agusta AS-61 A-4 Sea King, 2 UH-60 Black Hawk, 2 Westland Commando MK-2B.

### W przeszłości
|  |  |  |  |  |  |

Myśliwce
- Gloster Gladiator
- Hawker Hurricane – Mk.IIC
- Supermarine Spitfire – F Mk.V/IX/22, T Mk. IX
- Curtiss P-40 Warhawk
- Fiat G.55 – 19× G.55A 1948-1950
- Macchi MC.205V - 1948-1950
- Gloster Meteor – 12× F.4, 12× F.8, 6× NF.13 od 1950
- De Havilland Vampire – 50× FB.5/T.55 od 1954
- MiG-15 – 88× MiG-15bis/UTI od 1955
- MiG-17 – 100× MiG-17F 1956-1967, 165× MiG-17F od 1971 (ex-ZSRR)
- MiG-19 – 80× MiG-19SF (1959-1967), 80× MiG-19SF od 1967
- MiG-23[29] - 8× MiG-23MS, 8× MiG-23BN (szturmowe), 4× MiG-23U 1974-1975 (przekazane ChRL i USA)
- Shenyang J-6 – 72× F-6, 18× FT-6 (za MiGi-23) od 1979

Samoloty bombowe/szturmowe
- Fairey Gordon
- Hawker Hart – Hart, 34× Audax, Avro 674
- Westland Lysander
- Short Stirling 6× Mk.V 1948-1951
- Avro Lancaster
- Handley Page Halifax
- Hawker Sea Fury – 14× FB.11 od 1949
- Ił-28 – 51× B-228 od 1955
- Tu-16 – 50× Tu-16KS, Tu-16T, Tu-16KSR-2-11, Tu-16R od 1960 (ex-ZSRR)
- Su-7 – 60 Su-7 (w 1967), 140× Su-7BMK po 1967
- Su-17 – 42× Su-20C od 1972
- Xi’an H-6 – 5× B-6A od 1975
- Dassault Mirage 5 – 54× 5SDE, 16× 5E2, 6× 5SDD, 6× 5SDR w latach 1973-2018

Transportowe
- Avro Anson (VIP)
- Avro 618 Ten
- Avro 652
- Avro 641 Commodore
- Westland Wessex
- De Havilland Dragon Rapide
- De Havilland DH.104 Dove
- Lockheed Model 18 Lodestar
- Douglas C-47 Skytrain
- Curtiss C-46 Commando
- Ił-14 – 30× Ił-14P od 1955
- An-2 – 12 od 1956
- An-12 – 26 od 1963

Łodzie latające
- Supermarine Sea Otter
- Consolidated PBY Catalina
- Grumman G-73 Mallard
- Be-12 – 2 około 1970

Treningowe
- De Havilland DH.60 Moth – 10× DH.60T od 1931
- Avro 626 – 27 do 1934
- Miles Magister – 42× M.14A
- Miles M.19 Master II
- Airspeed Oxford
- Beechcraft Model D18S
- de Havilland Canada DHC-1 Chipmunk
- Bücker Bü 181/Gomhouria - 150 od 1950
- Zlín Z-26 Trenér – 6× Z-226T od 1955
- Jak-11 – 35 od 1955
- Jak-18 – 40 od 1956
- - Hispano HA-200 – 100× HA-200B od 1960
- Aero L-29 Delfín[30] - 120 od 1965
- Zlín Z-42 - 48× Z-142C

Śmigłowce
- Westland WS-51 Dragonfly – 2 (VIP)
- Mi-4 – 40 od 1956
- Mi-6 – 19 od 1965
- Sikorsky S-61 – 2× S-61AD od 1983